# 정칙 특이점
복소 상미분 방정식 이론에서, 정칙 특이점(正則特異點, 영어: regular singularity)은 선형 상미분 방정식의 해가 유리형 함수를 이루는 특이점이다. 정칙 특이점 근처에서는 프로베니우스 방법을 적용하여 미분 방정식의 해를 구할 수 있다.

## 정의
복소 변수 {\displaystyle z\in {\hat {\mathbb {C} }}}를 가지는 미지 함수 {\displaystyle f}에 대한 n차 선형 상미분 방정식
{\displaystyle p_{0}(z)f(z)+p_{1}(z)f'(z)+\cdots +p_{n-1}(z)f^{(n-1)}(z)+f^{(n)}(z)=0}
을 생각하자. 여기서 {\displaystyle p_{i}}들은 모두 유리형 함수이다.
만약 {\displaystyle p_{i}(z)}가 점 {\displaystyle z_{0}\in {\hat {\mathbb {C} }}}에서 차수 {\displaystyle n-i} 이하의 극점만을 갖는다면, {\displaystyle z_{0}}를 이 상미분 방정식의 정칙 특이점이라고 하며, 그렇지 않을 경우 비정칙 특이점(영어: irregular singular point)이라고 한다.
복소 무한대 {\displaystyle {\widehat {\infty }}\in {\hat {\mathbb {C} }}}를 포함하여, 비정칙 특이점을 갖지 않는 복소 선형 상미분 방정식을 푹스 미분 방정식(영어: Fuchsian differential equation)이라고 한다. 푹스 미분 방정식의 경우 프로베니우스 방법을 적용시킬 수 있다.

## 예
베셀 방정식
{\displaystyle (1-\alpha ^{2}/z^{2})+z{\frac {d}{dz}}(z)+{\frac {d^{2}}{dz^{2}}}(z)=0}
을 생각하고, {\displaystyle \alpha \neq 0}이라고 하자. 이 방정식은 {\displaystyle z=0}에서 정칙 특이점을 갖는다. 반면,{\displaystyle w=1/z}로 변환하면
{\displaystyle (1/w^{4}-\alpha ^{2}/w^{2})+w^{-1}{\frac {d}{dw}}f(w)+{\frac {d^{2}}{dw^{2}}}f(w)=0}
이므로, {\displaystyle z={\widehat {\infty }}}에서의 특이점은 비정칙 특이점이다. 따라서 베셀 방정식은 푹스 미분 방정식을 이루지 못한다.
푹스 미분 방정식의 예로는 르장드르 방정식이나 초기하 미분 방정식 등이 있다.